# Theopompa ophthalmica
Theopompa ophthalmica är en bönsyrseart som beskrevs av Olivier 1792. Theopompa ophthalmica ingår i släktet Theopompa och familjen Liturgusidae. Inga underarter finns listade i Catalogue of Life.